# António Aguilar
Pour les articles homonymes, voir Antonio Aguilar (homonymie) et Aguilar.
Pas d'image ? Cliquez ici

a Compétitions nationales et continentales officielles uniquement.

b Matchs officiels uniquement.
Dernière mise à jour le 8 octobre 2022.
António Maria Maurício de Aguilar, né le 6 juillet 1978 à Lisbonne (Portugal), est un joueur de rugby à XV portugais. Il joue avec l'équipe du Portugal entre 1999 et 2014, évoluant aux postes d'ailier ou d'arrière. Il mesure 1,92 m et 96 kg.

## Équipe du Portugal
- 84 sélections avec le Portugal
- 24 essais
- 120 points
- 1er test match le 6 mars 1999 contre les Pays-bas

Coupe du monde
- 2007 (trois matchs).